# 异腈

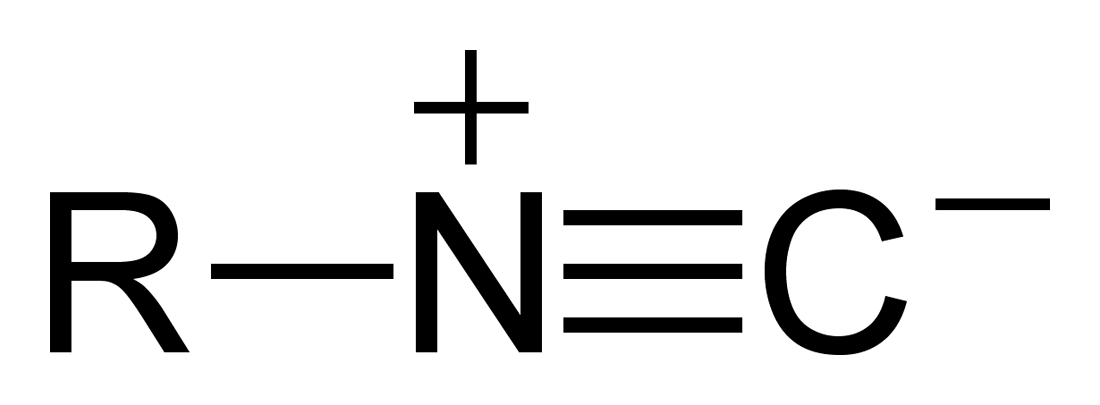
异腈的通式。

异腈（Isocyanide）也称作胩（Carbylamine），是通式为R-N≡C的一类有机化合物，-NC基团的氮原子与其他基团相连，以与异构体腈（R-C≡N）区别。碳-氮以叁键连接，氮原子上有部分正电荷，碳原子带部分负电荷。

## 物理性质
异腈是一类有特殊强烈恶臭的化合物，气味经典且持久，曾为很多化学家所描述。极纯的腈带有香味，但由于腈中一般都含有杂质异腈，因此也带有不同程度的臭味。
异腈与一氧化碳等电子，C-N-CR3为直线型。
有些异腈分子存在于生物体中。1957年Westling首次从产黄青霉菌中提取出黄青霉素，该分子含有两个异氰基，现在用作抗生素。大多数存在于海洋生物体中的异腈都属于萜类，但从陆生植物体中分离出的异腈中，有些是α-氨基酸的衍生物。

## 合成
第一个制得的异腈是烯丙基异腈，由化学家Lieke在1859年通过烯丙基碘和氰化银反应制得。碱金属的氰化物发生烷基化一般都得到腈，但由于银离子对碳端的保护作用，上述反应得到异腈。
伯胺与二氯卡宾反应或甲酰胺衍生物与三氯氧磷作用失水都可生成异腈，甲酰胺衍生物可由甲酸与胺缩合制得。
RNH2  +  CCl2  +  2 NaOH  →  RNC  +  2 NaCl  +  2 H2O
RNHC(O)H  + POCl3  →  RNC  +  "PO2Cl"  +  2 HCl
Hofmann异腈合成即：伯胺与氢氧化钾和氯仿反应，生成具腐臭气味的异腈，以鉴定伯胺的存在：
(Ar)RNH2 + CHCl3 + 3 KOH —C2H5OH，△→ (Ar)RNC + 3 KCl + 3 H2O
异腈也可通过有机锂化合物与噁唑和苯并噁唑的反应制取：
苯并噁唑的2-位质子被正丁基锂脱去，生成的锂代产物与邻位异氰基取代的醇锂构成平衡，后者再与亲电试剂反应，合成异腈的衍生物。若上例中的亲电试剂为酰氯，则产物是图中的邻氰基苯酯，具有温和的樱桃气味。

## 反应
异腈对强碱稳定，制备反应也常为强碱性的介质，但对酸敏感，可受酸作用发生聚合，或被水中的酸分解为相应的甲酰胺衍生物。以上反应也是清除异腈气味的方法。
乌吉反应和帕瑟里尼反应两个多组分反应都涉及异腈作底物。